# 波多黎各立法议会
波多黎各立法议会是波多黎各的立法机构。波多黎各议会为两院制，上院为波多黎各參議院，下院为波多黎各眾議院。波多黎各立法议会的開會處位于首府聖胡安的波多黎各议会大厦。
《波多黎各自由邦憲法》第三章规定了波多黎各议会的组织结构与职能。波多黎各的每项法案需经参众两院通过，波多黎各总督签署后才能生效。